# Anthrax galathea
Anthrax galathea är en tvåvingeart som först beskrevs av Osten Sacken 1886.  Anthrax galathea ingår i släktet Anthrax och familjen svävflugor.
Artens utbredningsområde är Costa Rica. Inga underarter finns listade i Catalogue of Life.